# Obras cumbres (álbum de Charly García)
Obras cumbres es un álbum recopilatorio del músico argentino Charly García, lanzado en el año 1999. El disco incluye 36 temas separados en los dos discos incluidos. Lanzado bajo el sello Sony Music, en conjunto con todas las casas discográficas que habían editado discos del músico durante toda su carrera, es una de las recopilaciones más completas que existen del músico proveniente de Buenos Aires, siendo sacada en varias versiones más.

## Lista de canciones

### CD 1
1. Sui Generis – "Confesiones De Invierno" [En vivo]
2. Sui Generis – "El Fantasma De Canterville" [En vivo]
3. La Máquina De Hacer Pájaros – "Cómo Mata El Viento Norte"
4. Serú Girán – "No Llores Por Mi, Argentina" [En vivo]
5. "Yo No Quiero Volverme Tan Loco" (con León Gieco)
6. "Inconsciente Colectivo"
7. "Nos Siguen Pegando Abajo (Pecado Mortal)"
8. "Los Dinosaurios"
9. "No me dejan salir"
10. "Demoliendo Hoteles"
11. "Promesas Sobre El Bidet"
12. "Raros Peinados Nuevos"
13. "Hablando A Tu Corazón" (con Pedro Aznar)
14. "Pasajera En Trance" (con Pedro Aznar)
15. "Necesito Tu Amor"
16. "Buscando Un Símbolo De Paz"
17. "Rap De Las Hormigas"
18. "No Voy En Tren"

### CD 2
1. "En La Ruta Del Tentempié"
2. "Fanky"
3. "Fantasy"
4. "No Toquen"
5. "Filosofía Barata Y Zapatos De Goma"
6. "De Mí"
7. "I Feel A Whole Lot Better (Me Siento Mucho Mejor)" (Gene Clark, letra en castellano por García)
8. "Himno Nacional Argentino" (López y Planes/Parera)
9. "Curitas"
10. "Tu Amor" (con Pedro Aznar)
11. "Chipi-Chipi"
12. "Fax U"
13. "La Sal No Sala"
14. "Yendo De La Cama Al Living" [En vivo]
15. "Rezo Por Vos" (García/Spinetta) [En vivo]
16. "Cerca De La Revolución" [En vivo]
17. "Alguien En El Mundo Piensa En Mí"
18. "El Aguante"

- Todas las canciones pertenecen a Charly García, excepto donde se indica.

## Certificaciones y ventas
| Territorio | Organismo certificador | Certificación | Ventas certificadas | Ref.  |
| ---------- | ---------------------- | ------------- | ------------------- | ----- |
| Argentina  | CAPIF                  | Oro           | 20 000              | [ 1 ] |